# Maïwenn

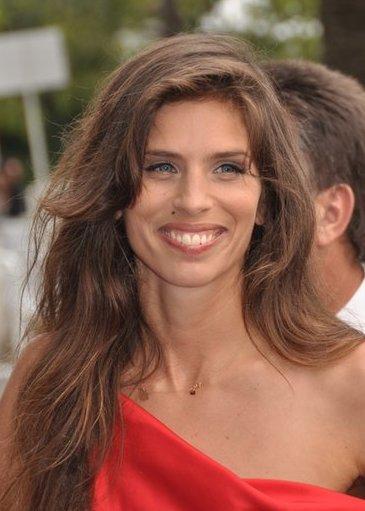
Maïwenn 2011 bei den Filmfestspielen von Cannes

Maïwenn Aurélia Nedjma Le Besco [majwɛn lə bɛsko] (* 17. April 1976 in Les Lilas, Département Seine-Saint-Denis) ist eine französische Filmschauspielerin, Drehbuchautorin und Filmregisseurin.

## Familie
Ihre Schwester ist die Filmschauspielerin, Drehbuchautorin und Regisseurin Isild Le Besco, ihre Mutter die Schauspielerin Catherine Belkhodja. Ihr Bruder Jowan Le Besco ist Schauspieler und Kameramann. Wie auch ihre Schwester Isild und ihr Bruder Jowan trägt Maïwenn einen bretonischen Vor- und Nachnamen.

## Leben und Karriere
Seit den frühen 1980er Jahren spielte Maïwenn als Kinderdarstellerin in französischen Filmen, von denen einige auch in Deutschland gezeigt wurden, darunter Heirate mich nicht, Chérie (1981), Ein mörderischer Sommer (1983) und Der Doppelgänger (1985).
Im Alter von 15 Jahren begann sie eine Liebesbeziehung mit Luc Besson, den sie Ende 1992 heiratete. Im Januar 1993 kam ihre gemeinsame Tochter Shanna zur Welt. Die Beziehung mit dem doppelt so alten Regisseur war Inspiration für den Film Léon – Der Profi (1994), in dem sie einen kleinen Auftritt hat. In Bessons Film Das fünfte Element (1997) spielte sie die Rolle einer Operndiva; der Gesang stammte von der Sängerin Inva Mula. Kurz danach trennte sich das Paar.
Maïwenn ist auch eine bekannte Regisseurin. Von Mai 2001 bis Juli 2002 führte sie zweimal wöchentlich in Paris ihr autobiografisches Ein-Personen-Stück Le pois chiche – One Maï show auf, in dem sie sich mit ihrer schwierigen Kindheit auseinandersetzt. Insbesondere rechnet sie hier mit ihrer Mutter ab, die Maïwenn in den 1980er Jahren mit dem Ziel, einen Kinderstar aus ihr zu machen, zu Castings anmeldete und ihr zudem einen Teil der Verantwortung für ihre jüngeren Geschwister übertrug.

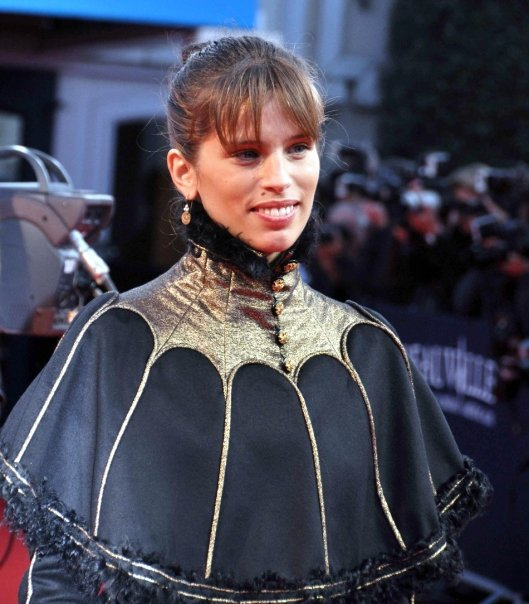
Maïwenn auf dem Filmfestival von Deauville (2009)

Diese Thematik findet sich auch in dem Film I am an actrice (2004), dessen Drehbuch Maïwenn schrieb und bei dem sie Regie führte. Hauptdarstellerinnen sind sie selbst und ihre Tochter Shana Besson. Mutter und Tochter spielen hier, um eine Generation versetzt, die Geschichte Maïwenns und ihrer Mutter.
Im Jahr 2006 kam der Film Verzeiht mir heraus. Auch hier fungierte Maïwenn als Drehbuchautorin, Regisseurin und Hauptdarstellerin. 2011 erhielt sie für ihre Regiearbeit an dem Film Poliezei, der vom Polizeialltag berichtet, ihre erste Einladung in den Wettbewerb der Filmfestspiele von Cannes. Sie wurde mit dem Preis der Jury und im folgenden Jahr mit dem Prix Lumières für die beste Regisseurin ausgezeichnet. Bei der Verleihung des César 2012 erhielt Poliezei zwei Auszeichnungen (für die beste Nachwuchsdarstellerin und den besten Schnitt) bei 13 Nominierungen.
Ihr Film Mein ein, mein alles wurde für die Goldene Palme des Filmfestivals von Cannes 2015 nominiert. 2023 war ihr Historiendrama Jeanne du Barry der Eröffnungsfilm der 76. Filmfestspiele, in dem sie an der Seite von Johnny Depp (König Ludwig XV.) auch die Rolle der titelgebenden Favoritin des Königs spielt.

## Filmografie (Auswahl)
Als Darstellerin
- 1981: Heirate mich nicht, Chérie (L’année prochaine … si tout va bien) – Regie: Jean-Loup Hubert
- 1983: Ein mörderischer Sommer (L’été meurtrier) – Regie: Jean Becker
- 1983: Maigret (Les Enquêtes du commissaire Maigret), Folge Un Noël de Maigret – Regie: Jean-Paul Sassy (Fernsehserie)
- 1986: Die Liebe der Florence Vannier (L’état de grâce) – Regie: Jacques Rouffio
- 1987: Der Doppelgänger (Double face) – Regie: Serge Leroy
- 1988: L’autre nuit – Regie: Jean-Pierre Limosin
- 1990: Lacenaire – Regie: Francis Girod
- 1991: La gamine – Regie: Hervé Palud
- 1994: Léon – Der Profi (Léon) – Regie: Luc Besson
- 1996: Das fünfte Element (Le cinquième élément) – Regie: Luc Besson
- 2000: The Mechanics of Women (La mécanique des femmes) – Regie: Jérôme de Missolz
- 2001: 8, rue Charlot – Regie: Bruno Garcia
- 2001: L’oiseau rare – Regie: Didier Albert (Fernsehfilm)
- 2003: High Tension – Regie: Alexandre Aja
- 2004: Osmose – Regie: Raphaël Fejtö
- 2004: I’m an actrice (Kurzfilm)
- 2004: Les Parisiens – Regie: Claude Lelouch
- 2005: Le courage d’aimer – Regie: Claude Lelouch
- 2006: Verzeiht mir (Pardonnez-moi)
- 2009: All About Actresses (Le bal des actrices)
- 2011: Poliezei (Polisse)
- 2012: Pirate TV (Télé gaucho) – Regie: Michel Leclerc
- 2013: Liebe ist das perfekte Verbrechen (L’amour est un crime parfait) – Regie: Arnaud Larrieu und Jean-Marie Larrieu
- 2017: The Price of Success (Le prix du succès) – Regie: Teddy Lussi-Modeste
- 2018: Nox (Fernsehserie)
- 2020: DNA (ADN)
- 2020: The Man in the Hat – Regie: John-Paul Davidson und Stephen Warbeck
- 2020: Soeurs – Regie: Yamina Benguigui
- 2021: Tralala – Regie: Arnaud Larrieu und Jean-Marie Larrieu
- 2022: Neneh Superstar
- 2022: Les miens
- 2023: Jeanne du Barry
- 2023: Un coup de dés n’abolira jamais le hasard

Als Regisseurin und Drehbuchautorin
- 2004: I’m an Actrice
- 2006: Verzeiht mir (Pardonnez-moi)
- 2009: All About Actresses (Le bal des actrices)
- 2011: Poliezei (Polisse)
- 2015: Mein ein, mein alles (Mon roi)
- 2020: DNA (ADN)
- 2022: Les miens (nur Drehbuch)
- 2023: Jeanne du Barry

## Auszeichnungen (Auswahl)
- 2007: Nominierung César, Beste Nachwuchsdarstellerin, für Verzeiht mir
- 2010: Nominierung Globe de Cristal, Beste Schauspielerin, für Le bal des actrices
- 2011: Nominierung Goldene Palme, Internationale Filmfestspiele von Cannes 2011, für Polisse
- 2011: Preis der Jury, Internationale Filmfestspiele von Cannes 2011, für Polisse
- 2011: Nominierung Bronzenes Pferd, Stockholm International Film Festival, für Polisse
- 2012: Nominierung César, Bestes Originaldrehbuch, für Polisse
- 2012: Nominierung César, Beste Regie, für Polisse
- 2012: Nominierung César, Bester Film für Polisse
- 2012: Nominierung Globe de cristal, Bester Film, für Polisse
- 2012: Nominierung Prix Lumières, Bestes Drehbuch, für Polisse
- 2012: Nominierung Prix Lumières Beste Regie, für Polisse
- 2012: Cinema Award des SACD Award
- 2013: Nominierung Bester Film – Internationaler Wettbewerb, CinEuphoria Award, für Polisse
- 2013: Nominierung Beste Regie – Internationaler Wettbewerb, CinEuphoria Award, für Polisse
- 2015: Nominierung Goldene Palme, Internationale Filmfestspiele von Cannes 2015, für Mein ein, mein alles
- 2015: Nominierung Kritikerpreis, Filmfest Hamburg, für Mein ein, mein alles
- 2016: Nominierung César, Beste Regie, für Mein ein, mein alles
- 2020: Zurich Film Festival – A Tribute to … Award[1]